# ファールーデ
ファールーデ（ペルシア語: پالوده、ラテン文字：Faloodeh、原音はパールーデ、ラテン文字：PaloodehもしくはPālūde）はコーンスターチから作る薄いヴェルミチェッリという麺に半冷凍状態のローズシロップをかけて作るイランの冷たい菓子である。ファールーデはライムジュースとともに提供される事が多いが、ピスタチオとともに提供されることもある。ファールーデはイランの伝統的なデザートであり、隣国のパキスタンにおいても古くから作られている菓子である。ファールーデはイランのシーラーズ発祥の料理であり、イラン国内ではシーラーズ・ファールーデとして特に有名である。
パールーデは冷たい菓子の初期の形態の一つといえるものであり、紀元前400年には既に存在していた。 パールーデという名称は原義では滑らかであることを意味する。
イランでは、ファールーデはアイスクリームショップ（バスターニー - bastani）で販売されている他、ファールーデに特化した店舗も存在する。

## 作成方法
ファールーデに用いる麺を作る際には薄い米の生地を篩を使って押出し、極細の繊維状の麺を作り出す。この繊維状の麺はすりおろしたココナッツと形状が似ている。アーモンドとピスタチオを加えた冷たい乳をこの繊維状の麺にかけた後、冷やすことでファールーデが完成する。